# Babu会 vol.2
- 渋谷すばる
  - babu会 > babu会 vol.2
  - babu会 > babu会 vol.2 2023.05.06 @Zepp Namba

『babu会 vol.2』（バブかい ボリューム2）は、2023年4月16日から同年5月6日にかけて開催された、渋谷すばるのファンクラブイベント。『babu会 vol.2 2023.05.06 @Zepp Namba』（バブかい ボリューム2 2023.05.06 アット ゼップ ナンバ）のタイトルで、同年8月4日にWorld artから自身のオフィシャルストアにてファンクラブ会員限定で4枚目のライブDVDとして発売された。

## 概要

### イベント
- 前回『babu会 vol.1』から約1年振りの開催。
- 自身のライブツアー『渋谷すばる LIVE TOUR 2022 二歳と1328日』の千秋楽公演で本イベントの開催が発表された[2]。
- 本イベントでは、全国5か所・全5公演のイベントとなった[2]。
- 本イベントでは、自身のオリジナル曲の中から事前に楽曲を募集し披露する企画[9][10][11]に加え、独立後初めて「スローバラード」（忌野清志郎）をはじめ、「雪の華」（中島美嘉）や「大阪LOVER」（DREAMS COME TRUE）、「バラ色の日々」（THE YELLOW MONKEY）といったカバー曲も披露した[11]。
- 2023年1月20日、本イベントの特設サイトや公演情報が公開された[3][4]。
- 同年2月19日 - 3月1日、本イベントに向けて、再ソロデビュー後に発表された楽曲（1stアルバム『二歳』から配信限定6thシングル『ないしょダンス』まで）の中から3曲まで投票出来る楽曲投票企画や渋谷にやってほしいことを募集する企画が実施された[9][10]。
- 本イベントの公演当日に各会場でGPS機能を使用したチェックインをすると、渋谷からのウェルカムムービーが視聴出来る企画が実施された[12]。
- 本イベントのチケットを、自身のスマートフォンアプリ『渋谷すばるオフィシャルAPP』で発券すると公演後にライブの思い出を振り返ることが出来る『メモコレ』が、前回のツアー『渋谷すばる LIVE TOUR 2022 二歳と1328日』と同様に実施された[13]。
- 本イベントの来場者特典として、公演ごとに絵柄やメッセージが異なる、渋谷のメッセージ入りステッカーが配布された[14]。

### 映像作品
- 前作『Documentary Film「二歳と364日」』から約3年1か月振りのリリース。
- 本作は通常盤の1形態のみで発売。
- 本作は、通常の水曜日の発売ではなく、万事進んで行うのに良いとされる日である「大安」に合わせて、2023年8月4日の金曜日に発売された[1]。
  - 同日には自身のフォトブック『裏ぼん #2』も発売され、『DVD・裏ぼん #2 セット』として、本作とフォトブックをそれぞれ別に購入するよりも300円安い価格となるセット販売が行われた[8]。
- 本作には、2023年1月15日に開催された、千秋楽公演である大阪・Zepp Namba公演の模様を収録[1][8]。
- 特典映像として、本編終了後に本イベントのトークコーナーを収めた「トーク編」と、メイキング映像「behind the scenes」を収録。

## 公演日程
| 年     | 月  | 日   | 開演時間 | 会場                   |
| ------ | --- | ---- | -------- | ---------------------- |
| 2023年 | 4月 | 16日 | 17:00    | Zepp Haneda（東京都）  |
| 2023年 | 4月 | 22日 | 16:00    | Zepp Sapporo（北海道） |
| 2023年 | 4月 | 30日 | 17:00    | Zepp Nagoya（愛知県）  |
| 2023年 | 5月 | 4日  | 16:00    | Zepp Fukuoka（福岡県） |
| 2023年 | 5月 | 6日  | 17:00    | Zepp Namba（大阪府）   |

## 販売形態
- 発売日：2023年8月4日
  - 通常盤（SUBAD-001：DVD）
    - ファンクラブ『Shubabu』会員限定販売[1]。

  - DVD・裏ぼん #2 セット（SUBAD-001：DVD+『裏ぼん #2』）
    - ファンクラブ『Shubabu』会員限定販売[1]。
    - フォトブック『裏ぼん #2』とのセット販売[8]。
    - 本作と『裏ぼん #2』をそれぞれ別に購入するよりも300円安い価格となるセット販売[8]。

## 収録内容

### 本編映像（セットリスト）
1. スローバラード
2. ぼーにんげん
3. ぼくのうた
4. 雪の華
5. 大阪LOVER
6. TRAINとRAIN
7. ベルトコンベアー
8. バラ色の日々
9. ないしょダンス
10. 生きる

＜アンコール＞
1. たかぶる

### 特典映像
| #         | タイトル              | 作詞  | 作曲・編曲 | 時間  |
| --------- | --------------------- | ----- | ---------- | ----- |
| 1.        | 「トーク編」          |       |            | 17:08 |
| 2.        | 「behind the scenes」 |       |            | 7:33  |
| 合計時間: | 合計時間:             | 24:41 |            |       |

## 演出
- 本イベントの前半はトークコーナーとお楽しみコーナーが実施され、ファンとの交流を主に行った[5][6][7]。
- 本イベントの後半はライブが実施され、オリジナル曲に加え、イベントのロゴに描かれた"カバ"に因み、独立後初めてカバー曲を披露した[5][6][7][11][15]。
  - 披露したカバー曲は、「スローバラード」（忌野清志郎）をはじめ、「雪の華」（中島美嘉）や「大阪LOVER」（DREAMS COME TRUE）、「バラ色の日々」（THE YELLOW MONKEY）だが、この選曲は、「ファンのみんなと共に歩んできた人生の中で、共に思い出となっている楽曲」を基準にして選ばれた[11]。
  - 当初スタッフとの話し合いの中で、「10代の頃に渋谷がよく聴いていた曲」「20代の頃に〜」という様に「渋谷の人生に寄り添ってくれた楽曲」を選曲する案も出たというが、渋谷が「（独立してから）最初にみんなに届けるカバー曲はそこではない」と思い、「もっとみんなが喜んでくれることって何か」を考えたところ、「昔歌ったことのあるカバー曲を歌ったら、喜んでくれるんじゃないか」「みんなも懐かしいかな、久しぶりに聴けて嬉しいって思ってくれるかな？」と思いつき[11][16]、渋谷の考える「この曲は好きなんじゃかいか？」という楽曲を選び、前述の選曲となった[11][注 2]。
  - ソロとして活動し始めた独立当初は、「まずは俺自身が"こういう感じでやってます"と言えていないとダメだ」「ちゃんと自分の言葉で書いたメッセージを、自分の書いた曲に乗せて届けるべき」という想いが渋谷の中に強くあり、1stアルバム『二歳』はその想いが特に反映されているという[11][15]。しかし、コロナ禍でのツアーの中止や自粛生活などを経て自身の心境の変化が生まれ、「ファンクラブならではの特別な時間を作りたい」という気持ちから、カバー曲を披露することになった[11]。
  - 2023年時点では独立当初の様に、頑なに「絶対に自分が書いた歌詞と曲でなければならない」という気持ちは無くなりつつあるといい、今回カバーした楽曲の中でも特に「スローバラード」には思い入れがあり、これからも「この曲をカバーしてみようか」という話になればカバーすることも有り得るという[16]。
  - カバー曲を自身のオリジナル曲の中に入れて歌ったことで、改めてオリジナル曲でもカバー曲でも「歌を歌う」ということに変わりは無いと思え、歌は「誰が歌うか」が大事だということに気付き、渋谷自身の中での壁を1つ壊せた気がしたという[11][15]。
- カバー曲だけでなく、自身のオリジナル曲の中から事前に楽曲を募集し、それを披露する企画を行った[9][10][11]。
- これまで自身のライブはあまり照明や演出などのステージングはシンプルなものが多く、「それが1番伝わる」と渋谷自身も語っていたものの、「ファンクラブの人達をとにかく楽しませたい」という強い想いから、「大阪LOVER」などで様々な色をムービングさせたキラキラとした照明の演出となった[11]。

## グッズ
- 出典[17][18]を参照。
- 本イベントのグッズは通信販売も行われるが、『裏ぼん #1』と『すばリュック 〜feat.カメ〜』のみ、会場限定販売[18]。

| グッズタイトル                                                              | 価格      |
| --------------------------------------------------------------------------- | --------- |
| ロゴTシャツ 〜カバになろうぜ!〜（S・M・L）                                  | 各4,000円 |
| フェイスタオル 〜カバも拭こうぜ!〜                                          | 2,500円   |
| サコッシュ 〜コサッシュじゃなくてよっ!サコッシュよっ!〜                     | 3,800円   |
| サンダル 〜バカにすなよ!〜                                                  | 4,500円   |
| 等身大バスタオル 〜まだまだ成長中。(175cm)〜                                | 9,900円   |
| 髪止めるやつ 〜何止めてもええけど、髪止めるやつ。〜                         | 1,500円   |
| ステッカー 4点セット 〜僕はシールはあげない、交換派!〜                      | 1,000円   |
| ランダムクリアファイル 〜どうせお前らこんなん好きやろ??〜（ランダム全19種） | 各800円   |
| 裏ぼん #1                                                                   | 2,800円   |
| すばリュック 〜feat.カメ〜                                                  | 8,000円   |